# Nupseroberea ealensis
Nupseroberea ealensis là một loài bọ cánh cứng trong họ Cerambycidae.